# Правительство Болгарии
Правительство Болгарии (Совет министров Республики Болгария, болг. Министерски съвет) — руководит и осуществляет внутреннюю и внешнюю политику страны, в соответствии с Конституцией Республики Болгарии и её законодательством. Совет министров руководит выполнением государственного бюджета, организует уход за государственными благами, заключает, утверждает и денонсирует международные договорённости, в случаях, определённых законами. 
Совет министров и Председатель Совета министров (премьер-министр Болгарии) назначается парламентом (Народным собранием) Республики Болгария.

## Коалиционное правительство четырёх партий с декабря 2021 по июнь 2022 года
С 7 ноября 2014 года страной руководило коалиционное правительство, составленной по мандату партии «Граждане за европейское развитие Болгарии» (ГЕРБ) — 12 человек, от коалиции «Реформаторский блок» (РБ) — 7 человек и от партии «Альтернатива болгарского возрождения» (АБВ) — один человек.
13 ноября 2016 года премьер-министр Болгарии Бойко Борисов после проигрыша на выборах кандидата от правящей партии «Граждане за европейское развитие Болгарии» Цецки Цачевой на президентских выборах объявил об отставке правительства, но потом смог собрать следующее правительство.
В результате выборов в 2021 году не удалось создать правительства и два раза назначались перевыборы, в промежуточное время действовало «служебное правительство», которое возглавлял Стефан Янев.
10 декабря 2021 года «Коалиционное соглашение» было подписано между четырьмя партиями, при этом была определена структура правительства Болгарии из 19 министров и двух чрезвычайных должностей. 10 мест получила партия Продолжаем перемены, по 4 министерства — БСП и Есть такой народ, три министерства — Демократическая Болгария.
13 декабря 2021 года премьер-министром Болгарии стал Кирил Петков.

## Последующие правительства
22 июня 2022 парламент прекратил полномочия правительства, проголосовав за «вотум недоверия». Партия Есть такой народ вышла из правительственной коалиции и присоединилась к оппозиции, и все остальные партии сформировали новое большинство.
По предусмотренной процедуре парламент попытался создать снова правительство, и поочередно три мандата были выделены на разные партии — «Продолжаем перемены — Демократическая Болгария» (ПП — ДБ), БСП и ГЕРБ. Никакая партия не смогла собрать правящую коалицию — попытки воссоздать прежнюю коалицию из четырёх партий оказались неудачными по причине несговорчивости партии «Есть такой народ». после 29 июля было объявлено о предстоящем создании служебного правительства и подготовке к следующим выборам.
Проевропейским партиям-антагонистам пришлось договариваться и, не прийдя к созданию общей коалиции, они вместо этого согласовали так называемую ротационную схему: сначала девять месяцев страной будет управлять правительство от ПП — ДБ, следующие девять месяцев — от ГЕРБ. Схема рассчитана на полтора года, дальнейшие планы пока не обсуждались.
2 августа 2022 года президентом было назначено первое правительство Гылыба Донева — служебное правительство, которое возглавил Гылыб Донев.
6 июня 2023 было избрано новое правительство коалиции партий ПП — ДБ, поддержанное в парламенте партией ГЕРБ; премьер-министром Болгарии стал Николай Денков.
16 января 2025 года было сформировано коалиционное правительство под председательством Росена Желязкова в составе членов партий ГЕРБ, БСП, Есть такой народ.

## Министерства
- Министерство культуры Болгарии
- Министерство обороны Болгарии
- Министерство образования и науки
- Министерство экономики, энергетики и туризма Болгарии
- Министерство сельского хозяйства и продовольствия Болгарии
- Министерство внутренних дел Болгарии